# ارسیا مقدم
ارسیا مقدم (متولد ۱۳۵۱ در تهران) نقاش نواکسپرسیونیست ایرانی است و تحصیلات خود را در زمینه ماشین‌های کشاورزی از دانشگاه تهران کسب کرده‌است. ارسیا مقدم کار خود را در ادامه گرایش امپرسیونیسم می‌داند. با اینحال رویکرد او انتزاعیست، آرمین ملکی دربارهٔ این انتزاع می‌نویسد: آنچه باقی می‌ماند نوعی انتزاع است که با «حسن تعلیل» عناصر خودش از انتزاعی بودن طفره می‌رود. در میان نقش و نگارها، هیچ‌یک تازه نیست، هر کدام نمایندهٔ چیزی هستند که از قبل دیده‌ایم. وضعیت فیگورها هم چندان با اشیاء فرقی ندارد. سوار شدن آنها بر سر فرم‌هایی دلبخواهی نوعی کیفیت آمیبی ایجاد می‌کند که در پیوند با رنگ‌های تندشان به هیبت‌هایی کمابیش زننده منجر می‌شود؛ نت دیگری از سمفونی اعتراض و مالیخولیا. تعدادی از آثار این هنرمند بهار ۱۳۹۵ در نمایش بی‌باک به نمایش گردانی فریدون آو در دبی به نمایش درآمده است. آثار او به جز در خاورمیانه در گالری کمیل موناکو نیز به نمایش درآمده است.

## زندگی‌نامه
او سال ۱۳۵۱ در خانواده‌ای از طبقه متوسط به دنیا آمد و کودکی خود را در ملایر پشت سر گذاشت. بخشی از زندگی‌نامه او در شماره ۲۵۲ دوهفته نامه تندیس به چاپ رسیده‌است. آثار او مملو از عناصر خیالی‌اند خودش در اینباره می‌گوید: ممکن است سرزمینی را ترسیم کنیم که در آن برکه هست، گلخانه و اتومبیل قدیمی هست. یک شیر قرمز آن طرف ایستاده و یک پری دریایی به یک بچه گربه شیر می‌دهد و پیرزنی برای نوه اش ژاکت می‌بافد. مردی برای زنی بازو گرفته، یک نهنگ هم در برکه مشغول آبتنی است. اگر این تصویر برای من آشنا باشد می‌توانم آن را به عنوان طبیعتی دیگر بپذیرم. او همچنین تعلقی نیز به جنبش استاکیسم و نفی هنر معاصر دارد.

## نمایشگاه
- تقریبا همه راضی‌اند، گالری هما، تهران ۱۳۹۸
- اکسپرسیونیزم، به انتخاب بهزاد نژاد قنبر، گالری دستان، تهران ۱۳۹۷[۱۲][۱۳]
- من فاخر نیستم، گالری هما، تهران ۱۳۹۷[۱۴]
- اردشیر و سیندرلا، گالری هما، تهران ۱۳۹۶[۱۵]
- شیر صورتی و مونالیزایش، گالری هما، تهران ۱۳۹۴[۲]
- سانتیمانتال و خاطره ای، گالری هما، تهران 1392[۱۶]
- استاک روی صلیب، گالری تبرنکل، لندن ۱۳۹۲[۱۷]
- استاکیست‌های بین‌الملل: نقاشان از رده خارج، گالری دی، تهران ۱۳۹۲[۱۲]
- خودآموخته‌ها، گالری لاله، تهران ۱۳۹۲[۱۸]
- سال ۲، خانه هنرمندان ایران، تهران ۱۳۹۱[۱۹]

## رخدادها
- حراج مجیک آف پرشیا، گالری کمیل، موناکو۱۳۹۷[۱۲][۱۷]
- از سری باغ مرکز، حراج تهران تهران ۱۳۹۶.[۲۰][۲۱]
- هنر معاصر ایران، موزه دیدی، محمودآباد ۱۳۹۶[۲۲]
- اولین هفته هنر تیر به انتخاب هنگامه معمری تهران. دی ماه ۱۳۹۷[۲۳]
- ای ایران، گردآوری هنگامه معمری، گالری هما، تهران ۱۳۹۴[۲۴]
- گالری طراحان آزاد. تهران ۱۳۹۰[۲۵]

## رسانه
- شهر ناپایدار در برار روستا، احسان زیورعالم، تسنیم، تهران ۱۳۹۳[۲۶]
- ضد انتزاع، نوشته آرمین ملکی، شبکه آفتاب، تهران ۱۳۹۳[۶]
- یادداشتی بر ارسیا مقدم، نوشته جواد حسنجانی، شماره دویست و نود وهشت تندیس[۲۷]
- مسمومیت معاصر، سحر افتخارزاده، تندیس ۱۳۹۴[۲]
- نقدی بر نمایشگاه ارسیا مقدم، نوشتهٔ داود معظمی، حرفه هنرمند، شماره شصت، صفحه ۱۸۸، تابستان ۱۳۹۵[۲۸]
- گفتگوی ایوانا با ارسیا مقدم، تهران ۱۳۹۷[۲۹]

## کتاب
- از باغ به آشپزخانه، گفتگوی شهروز نظری و ارسیا مقدم، تهران ۱۳۹۷[۳۰]